# Manuel Ferreira (wioślarz)
Manuel Ferreira (ur. 19 października 1991 r.) – portugalski wioślarz.

## Osiągnięcia
- Mistrzostwa Świata U-23 – Račice 2009 – jedynka wagi lekkiej – 28. miejsce[1].
- Mistrzostwa Europy – Montemor-o-Velho 2010 – ósemka wagi lekkiej – 3. miejsce[1].